# Bosques húmedos y pantanosos de agua dulce de las tierras bajas del norte de Nueva Guinea
Los bosques húmedos y pantanosos de agua dulce de las tierras bajas del norte de Nueva Guinea son una ecorregión de bosques húmedos tropicales de hoja ancha del norte de Nueva Guinea.

## Configuración
Los bosques pluviales y pantanosos de agua dulce de las tierras bajas del norte de Nueva Guinea se extienden a lo largo de las tierras bajas del norte de la isla de Nueva Guinea, y se encuentran entre la Cordillera Central de Nueva Guinea al sur y el Océano Pacífico al norte. Se extiende desde la costa este de la bahía de Cenderawasih en la provincia de Papúa en Indonesia al este hasta la provincia de Morobe en Papúa Nueva Guinea.
Varias cadenas montañosas de este a oeste, incluidas las montañas Van Rees, las montañas Foja, las montañas Torricelli y las montañas Finisterre, se elevan desde las tierras bajas; en estas montañas se ubica la distintiva ecorregión de los bosques lluviosos montanos del norte de Nueva Guinea.
La ecorregión está drenada por varios de los grandes ríos de Nueva Guinea, incluidos Mamberamo, Sepik, Ramu y Markham.

## Flora
Las comunidades vegetales de la ecorregión son diversas. La selva baja perennifolia es la más extensa, e incluye bosques aluviales en las llanuras y bosques de colina en las estribaciones de las montañas adyacentes.
Hay extensos bosques pantanosos de agua dulce en las tierras bajas costeras y en la región de Lakes Plains entre las montañas Van Rees-Foja y la Cordillera Central. Los hábitats de los bosques pantanosos son diversos e incluyen pantanos de hierba, sabanas pantanosas y bosques pantanosos y bosques dominados por Melaleuca, palma sagú (Metroxylon sagu ), Pandanus, Campnosperma y/o Terminalia .

## Fauna
La ecorregión corresponde al área de aves endémicas de las tierras bajas del norte de Papúa. Las especies endémicas y de distribución limitada incluyen el martín pescador del paraíso de pecho rojo (Tanysiptera nympha ), el lori pardo ( Chalcopsitta duivenbodei ), el loro de Edwards (Psittaculirostris edwardsii ), el loro de Salvadori ( Psittaculirostris salvadorii ), el fraile de Brass ( Philemon brassi ), el silbador de vientre blanco ( Pachycephala leucogastra ), cuervo de cabeza marrón ( Corvus fuscicapillus ), el pico falciforme de pico pálido (Drepanornis bruijnii ) y el petirrojo rayado (Gennaeodryas placens.

## Conservación y amenazas
Una evaluación de 2017 constató que 15.323 km² (esto es, el 11% del territorio de la ecorregión) se encuentra en zonas protegidas. La mayor es la Reserva de Fauna de Mamberamo Foja, que se extiende a lo largo del río Mamberamo y sus afluentes el Tariku y el Taritatu desde las estribaciones de la Cordillera Central hasta el mar, incluidas las montañas Foja.